# Maria Frieden (Heuchelheim)

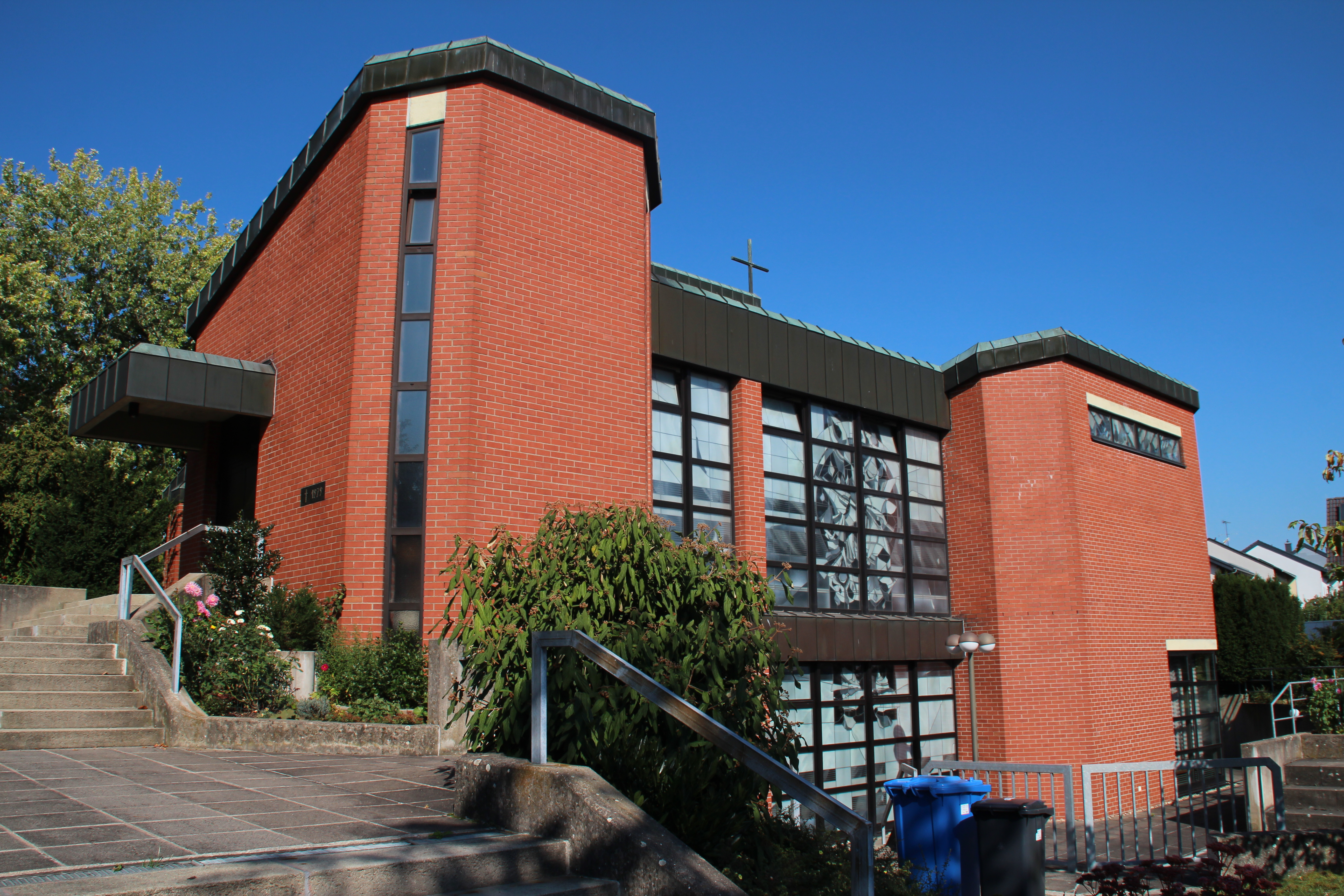
Maria Frieden, Außenansicht

Maria Frieden ist eine römisch-katholische Filialkirche in Heuchelheim an der Lahn.

## Geschichte
Die Geschichte einer Marienkirche in Heuchelheim reicht zwar bis ins Mittelalter zurück, beziehen sich jedoch auf die seit spätestens 1529 evangelische Kirche der Gemeinde. Die derzeitige katholische Kirche ist ein Ergebnis der Entwicklungen nach dem Zweiten Weltkrieg. Durch den Zuzug aus Schlesien und dem Sudetenland nach dem Zweiten Weltkrieg wuchs die Zahl der Katholiken im Landkreis Gießen, so dass die bisherige Struktur an Pfarrgemeinden nicht mehr ausreichte. Am 5. März 1967 wurde ein provisorischer Kirchenpavillon in Heuchelheim errichtet, der zur Pfarrgemeinde St. Albertus (Gießen) gehörte. Die offizielle Errichtung der Filialgemeinde geschah am 1. Februar 1974.
Am 6. Dezember 1978 erfolgte der erste Spatenstich für den Neubau der Kirche. Am 2. Mai 1982 wurde die Kirche durch Kardinal Hermann Volk der Gottesmutter Maria geweiht.

## Orgel

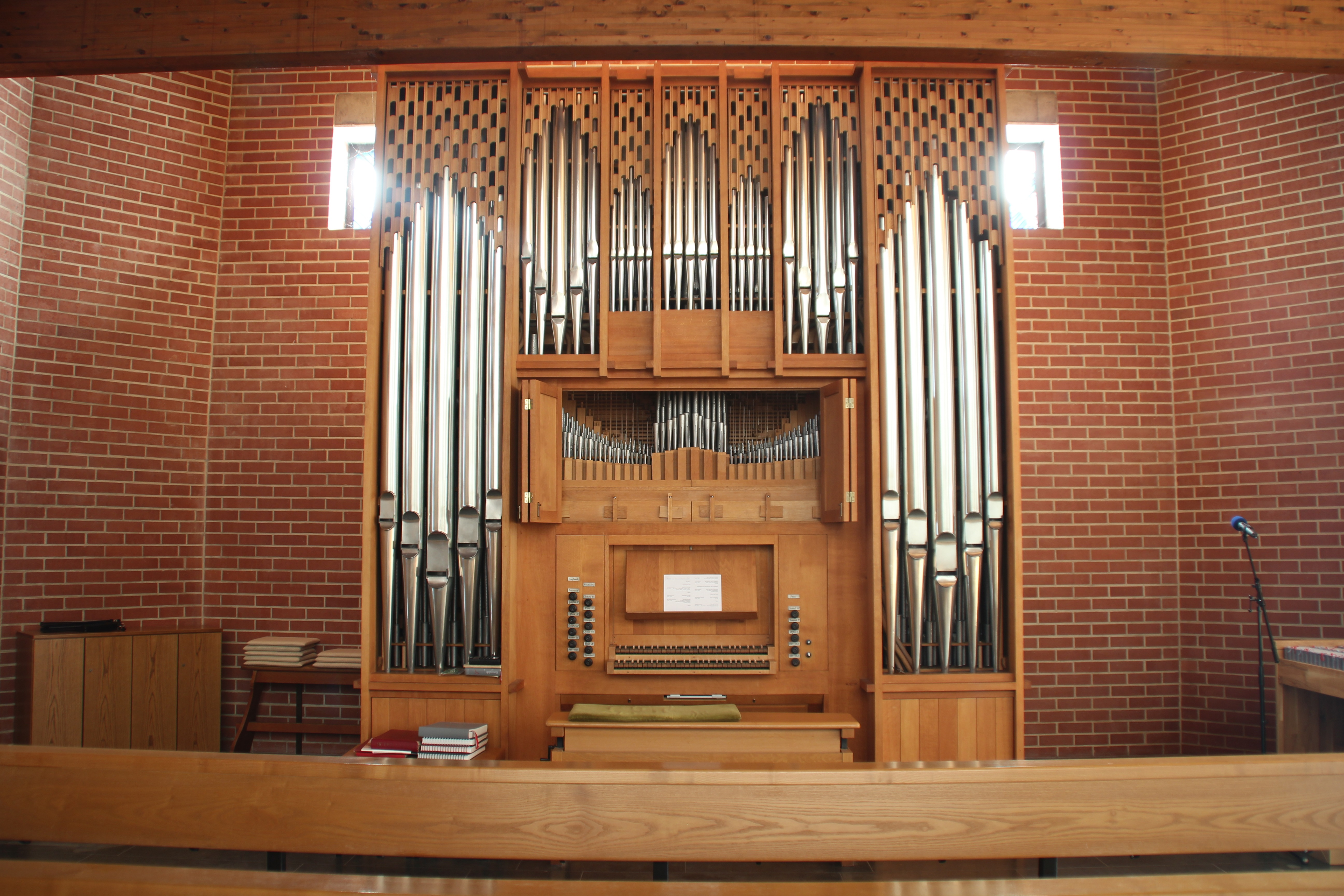
Gebrüder Hillebrand-Orgel

Im Juni 1986 wurde die elektronische Böhm-Orgel eingeweiht. Seit 2005 sammelte die Gemeinde für eine neue Pfeifenorgel, die am 26. Oktober 2014 eingeweiht wurde. Das Instrument wurde 1978 von Gebrüder Hillebrand Orgelbau für die Johanneskirche in Hannover-List gebaut und 2014 von Förster & Nicolaus Orgelbau nach Heuchelheim umgesetzt. Es verfügt über 13  Register, die auf zwei Manuale und Pedal verteilt sind. Die Disposition lautet wie folgt:
| I Hauptwerk C–f3 |    |
| Prinzipal        | 8′ |
| Rohrflöte        | 8′ |
| Oktave           | 4′ |
| Gemshorn         | 2′ |
| Mixtur III       |    |

| II Brustwerk C–f3 |       |
| Gedackt           | 8′    |
| Flöte             | 4′    |
| Prinzipal         | 2′    |
| Quinte            | 1 ⁄3′ |
| Regal             | 8′    |
| Tremulant         |       |

| Pedal C–f1 |     |
| Subbass    | 16′ |
| Oktave     | 4′  |
| Trompete   | 8′  |

- Koppeln: II/I, I/P, II/P